# Immunosorveglianza
L'immunosorveglianza è un insieme di processi afferenti al sistema immunitario dei vertebrati, volto al controllo dello sviluppo delle cellule normali e al riconoscimento di cellule tumorali. Qualora, durante il processo di immunosorveglianza, avvenga l riconoscimento di tessuto neoplastico si scatenerà una risposta immunitaria sia di tipo innata che adattativa, che inibirà così la crescita e la possibilità di cambiamenti ulteriori della massa tumorale. Comprende la prima fase dell'immunoediting conosciuta altresì come "fase di eliminazione".

## Analogie con altre risposte immunitarie
La risposta immunitaria indotta da una cellula tumorale è molto simile a quella indotta dall'invasione di un virus. Entrambe le risposte sono inizializzate quando la cellula infettata/trasformata esprime MHC di classe I diverse dalle cellule del "self". Esse inducono l'attivazione di cellule natural killer (tipiche dell'immunità innata) e di linfociti T citotossici (tipici dell'immunità adattativa).
La differenza sostanziale tra le due risposte risiede nel tempo di risposta: mentre le infezioni virali sono riconosciute in tempi relativamente ottimali nei distretti periferici del corpo (in quanto l'immunità innata è sempre attiva; nelle mucose l'attivazione può anche ritardare fino a 2 ore), la rilevazione di cellule tumorali può tardare di parecchio. Difatti, prima che sia riconosciuta come "non-self", una cellula tumorale deve acquisire determinate caratteristiche e "trasformarsi". Alcuni cambiamenti che possono avvenire sono:
- sviluppo di "antigeni tumorali"
- sviluppo di "antigeni associati al tumore"
- difetti di clivaggio nelle proteine mutate dal tumore

## Collegamenti
- Immunoncologia